# Norwalk (Ohio)
Norwalk is een plaats (city) in de Amerikaanse staat Ohio, en valt bestuurlijk gezien onder Huron County.

## Demografie
Bij de volkstelling in 2000 werd het aantal inwoners vastgesteld op 16.238.
In 2006 is het aantal inwoners door het United States Census Bureau geschat op 16.576, een stijging van 338 (2.1%).

## Geografie
Volgens het United States Census Bureau beslaat de plaats een oppervlakte van
22,2 km², waarvan 21,6 km² land en 0,6 km² water. Norwalk ligt op ongeveer 219 m boven zeeniveau.

## Plaatsen in de nabije omgeving
De onderstaande figuur toont nabijgelegen plaatsen in een straal van 20 km rond Norwalk.